# Adjiri
Adjiri (auch: Adjéri) ist ein Dorf in der Stadtgemeinde Tanout in Niger.

## Geographie
Das von einem traditionellen Ortsvorsteher (chef traditionnel) geleitete Dorf befindet sich rund 54 Kilometer südöstlich des urbanen Zentrums der Gemeinde Tanout, die zum gleichnamigen Departement Tanout in der Region Zinder gehört. Zu den Siedlungen in der näheren Umgebung von Adjiri zählen Bani Walki und Kokaram im Nordwesten sowie Guirdiguiski im Südosten.
Adjiri ist Teil der Übergangszone zwischen Sahara und Sahel. Die durchschnittliche jährliche Niederschlagsmenge beträgt hier zwischen 200 und 300 mm.

## Bevölkerung
Bei der Volkszählung 2001 hatte Adjiri 1030 Einwohner, die in 202 Haushalten lebten. Bei der Volkszählung 1988 belief sich die Einwohnerzahl auf 535 in 132 Haushalten.
Die Bevölkerungsdichte in diesem Gebiet ist mit 10 bis 20 Einwohnern je Quadratkilometer relativ gering.

## Wirtschaft und Infrastruktur
In Adjiri wird ein Wochenmarkt abgehalten. Die Gegend ist ein Heimatgebiet transhumanter Wodaabe-Viehzüchter, die große Teile des Jahres mit ihren Herden anderswo unterwegs sind. Die Siedlung liegt in einem Gebiet des Übergangs zwischen der Naturweidewirtschaft des Nordens und dem Ackerbau des Südens, was zu Landnutzungskonflikten führt. Mit einem Centre de Santé Intégré (CSI) ist ein Gesundheitszentrum vorhanden. Es gibt eine Schule. Die Niederschlagsmessstation von Adjiri wurde 1981 in Betrieb genommen.